# Мак-Вильямс, Нэнси
Нэ́нси Мак-Ви́льямс (англ. Nancy McWilliams; род. 1945, США) — американский психолог и психоаналитик, специалист по психологии личности. Доктор философии по психологии. Приглашённый профессор психоаналитической теории и терапии в Высшей школе прикладной и профессиональной психологии Ратгерского университета. Бывший президент отделения психоанализа в Американской психологической ассоциации. Внештатный редактор журнала «The Psychoanalytic Review» и член редакционной коллегии журнала «Psychoanalytic Psychology».

## Биография
В 1967 году получила бакалавра гуманитарных наук по политологии с отличием в Оберлинском колледже.
Изучала психологию в Бруклинском колледже, а затем получила в Ратгерском университете в 1973 году магистра наук по психологии (психология личности и социальная психология) и в 1976 году доктора философии по психологии (психология личности).
С 1978 года является лицензированным независимым практикующим психологом.

## Публикации
Нэнси Мак-Вильямс является автором четырёх книг, три из которых посвящены психодиагностике и одна — практике психотерапии. На русском языке изданы все четыре:
- «Психоаналитическая диагностика: Понимание структуры личности в клиническом процессе» (ISBN 5-86375-098-7, ISBN 978-5-86375-207-5).
- «Психоаналитическая психотерапия: Руководство практика» (ISBN 978-5-98904-302-6).
- «Формулирование психоаналитического случая» (ISBN 978-5-86375-210-5).
- «Психоаналитическая супервизия» (ISBN 978-5-4461-2006-2).

### «Психоаналитическая диагностика»
Книга Нэнси Мак-Вильямс «Психоаналитическая диагностика: Понимание структуры личности в клиническом процессе» вышла в свет в 1994 году. Второе издание книги 2011 года рассматривается психоаналитиками и психодинамическими психотерапевтами как классический текст по диагностике пациентов в рамках этих теоретических основ. Отто Ф. Кернберг описал второе издание как выполняющее «важную функцию» в обучении психоаналитическому пониманию личности и расстройств личности.
Книга является учебником по диагностике структуры личности. Мак-Вильямс использует общепринятую в психоанализе типологию, в значительной степени совпадающую с классификацией расстройств личности по DSM-IV. Это, однако, не вполне строгая типология и автор вносит в неё небольшие коррективы, исходя из собственной терапевтической практики. Ориентируясь на студентов-психоаналитиков, автор подробно описывает в книге каждый тип личности с точки зрения различных психоаналитических подходов: теории влечений Фрейда, особенностей защитных и адаптационных механизмов психики, теории объектных отношений, а также рассматривает особенности образа собственного «Я», переноса и контрпереноса в ходе терапии, даёт рекомендации по работе и дифференциальной диагностике для психоаналитиков. Таким образом автор даёт довольно-таки широкий, комплексный взгляд на каждый тип личности, что выгодно отличает данный учебник от многих других.
Значительная часть книги также посвящена подробнейшему разбору таких самостоятельных тем как защитные механизмы психики, уровни организации личности, и особенности некоторых методов терапии.
Это один из самых современных базовых учебников по психоаналитической диагностике, легко читающийся и содержащий последовательное, цельное изложение современных психоаналитических подходов к структуре личности, а также практические рекомендации по проведению терапии.

## Научные труды
- McWilliams, Nancy. Psychoanalytic diagnosis: Understanding personality structure in the clinical process. — New York: The Guilford Press, 1994. — ISBN 9780898621990. Переведена на русский, итальянский, японский, греческий, шведский, корейский, турецкий, китайский, польский и португальский языки. Готовится перевод на испанский, арабский, норвежский и фарси.
- Мак-Вильямс, Нэнси. Психоаналитическая диагностика: Понимание структуры личности в клиническом процессе = Psychoanalytic diagnosis: Understanding personality structure in the clinical process. — М.: Класс, 1998. — 480 с. — ISBN 5-86375-098-7. Архивировано 2 мая 2010 года.
- McWilliams, Nancy. Psychoanalytic case formulation. — New York: The Guilford Press, 1999. — 240 с. — ISBN 978-1572304628.. Переведена на итальянский, португальский, корейский, китайский, японский, греческий и русский[7] языки. Готовится перевод на испанский и фарси.
- Мак-Вильямс, Нэнси. Формулирование психоаналитического случая = Psychoanalytic Case Formulation. — М.: Класс, 2015. — 328 с. — ISBN 978-5-86375-210-5. Архивировано 24 июня 2019 года.
- McWilliams, Nancy. Psychoanalytic therapy: A Practitioner’s Guide. — New York: The Guilford Press, 2004. — 353 с. — ISBN 978-1593850098.. Переведена на греческий и итальянский языки. Готовится перевод на шведский, китайский и португальский языки.
- Toronto, E. L. K.; Ainslie, G.; Donovan, M.; Kelly, M.; Kieffer, C. C.; McWilliams, Nancy. Psychoanalytic reflections on a gender-free case: Into the void. — New York: Routledge, 2005. — 328 с. — ISBN 978-1583917893.. Награда «Goethe Award» 2006 года в номинации «Учебник психоанализа».
- PDM Task Force. Psychodynamic Diagnostic Manual / Отв. ред. Nancy McWilliams. — Silver Spring, Maryland: Alliance of Psychoanalytic Organizations, 2006. — 600 с. — ISBN 978-0976775829.[8]